# Truro 27B
Truro 27B är ett reservat i Kanada.   Det ligger i provinsen Nova Scotia, i den östra delen av landet, 1 000 km öster om huvudstaden Ottawa.
I omgivningarna runt Truro 27B växer i huvudsak blandskog. Runt Truro 27B är det glesbefolkat, med 9 invånare per kvadratkilometer.